# Bolchevique
Los bolcheviques (en ruso: большевики, большеви́к, bolshevikí (plural) o bolshevik (singular); "miembro de la mayoría", en ruso: большинство, bolshinstvó o bol'šinstvo) eran una facción dentro del Partido Obrero Socialdemócrata de Rusia (POSDR), dirigida desde un principio por Vladímir Ilich Uliánov, también conocido como Vladímir Lenin. Este grupo era contrapuesto a los mencheviques, dirigidos por Yuli Mártov.

## Polémica en 1903
La división se produjo en el Segundo Congreso del partido, celebrado entre Bruselas y Londres en 1903. Las tesis propuestas por Lenin fueron:
1. La lucha por la dictadura del proletariado como instrumento necesario de la revolución para avanzar hacia el socialismo.
2. La alianza de la clase obrera con el campesinado para derribar la autocracia rusa, llevar a término los objetivos democráticos de la revolución y enfrentar las vacilaciones y traiciones de la burguesía.
3. La liquidación de los latifundios terratenientes y la entrega de la tierra a los campesinos.
4. El reconocimiento del derecho a la autodeterminación de las naciones oprimidas por Rusia.
5. La condición de pertenecer a una organización del partido para ser considerado miembro de él.
6. La necesidad de construir un partido para que el proletariado, en alianza con las clases oprimidas por el zarismo, tenga el poder político de Rusia. La organización interna se basó en el "centralismo democrático", que básicamente es centralista por la ejecución de políticas del estado a partir de un poder único representante de la nueva clase dominante (destinado a la lucha frontal contra los rezagos burgueses), y democrático porque ese poder es creación de los revolucionarios los cuales son las clases oprimidas bajo el régimen zarista, la mayoría del pueblo. Para ello se deben eliminar las divisiones y los "faccionalismos" internos.

Debido a la diversidad de los temas debatidos, las votaciones fluctuaron en favor o en contra de las propuestas de Lenin. Fue aprobado un programa mínimo contra la autocracia y un programa máximo hacía el socialismo con los puntos de vista leninistas, excepto en lo que se refiere al tema de tierras, pues se exigía únicamente la devolución de las tierras arrebatadas por los terratenientes a los campesinos. En los temas organizativos fueron aprobadas las propuestas de Yuli Mártov; sin embargo, en la fase final del congreso, cuando iba a elegirse la dirección del partido, la correlación de fuerzas se invirtió de nuevo debido al retiro de algunos delegados, a quienes el congreso negó propuestas de su interés. Los motes de bolchevique, "la mayoría", y menchevique, "la minoría", provienen del resultado de la elección del Comité Central y del Comité de Redacción del periódico Iskra, que sin embargo poco después del congreso quedó en manos de los mencheviques.

## Distanciamiento con los mencheviques
Tras la derrota de la Revolución de 1905, los bolcheviques mantuvieron su estrategia apostando por el establecimiento de un gobierno de obreros y campesinos; en lo que se refiere al programa agrario exigieron la entrega de la tierra a los campesinos; en lo organizativo demandaron mantener las estructuras clandestinas del partido. Todo esto condujo a la escisión de los mencheviques (miembros de la minoría), a partir de la Conferencia de Praga del POSDR, en 1912. Los mencheviques pretendían que la revolución democrática por venir debía ser conducida por la burguesía con el apoyo de los trabajadores y sólo después de su triunfo con el desarrollo capitalista se crearían las condiciones para una revolución proletaria.
En agosto de 1912 se conformó un bloque que pretendía reunificar el partido, bloque en el cual se encontraba Trotski, que se había mantenido al margen de las dos tendencias, así como otros sectores, además de parte de los mencheviques. Los esfuerzos unitarios fracasaron, a pesar de contar con el apoyo de la II Internacional, porque los bolcheviques consideraban que el bloque de agosto era un bloque sin principios, que conciliaba con los llamados "liquidacionistas" que quería disolver las organizaciones clandestinas del partido.
Según Octavio Paz "toda la polémica entre los bolcheviques y los mencheviques arranca de las distintas posiciones que unos y otros adoptaron frente a esta situación y otras," la debilidad de la burguesía frente al Estado zarista y modernización rusa.

## Guerra y revolución

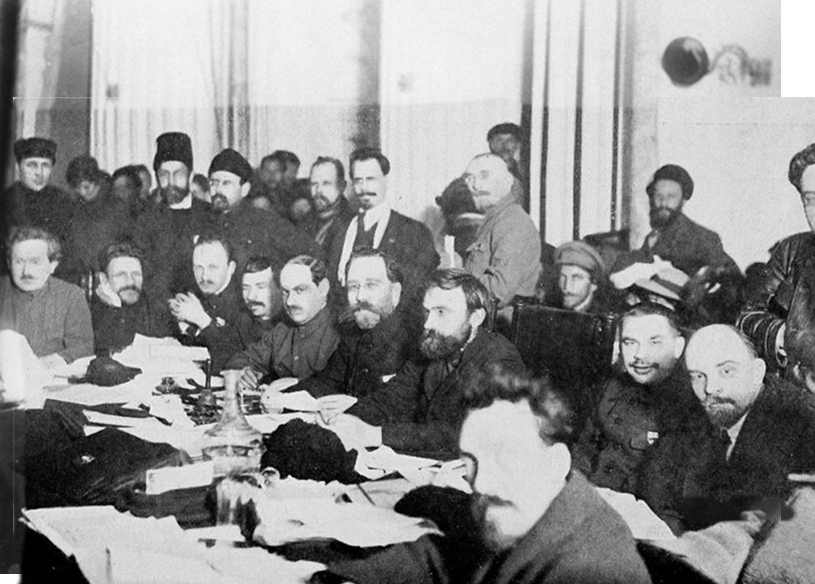
IX Congreso del POSDR en 1920. El primero a la derecha es Vladímir Lenin. Alekséi Rýkov aparece en primer plano.

Al estallar la I Guerra Mundial los bolcheviques se alinearon con el sector internacionalista de la socialdemocracia el cual rechazaba la guerra, argumentando que esta era una lucha entre los burgueses imperialistas por obtener nuevos mercados, lo cual, según ellos, se opondría a los intereses del proletariado mundial, al enfrentar a muerte a los obreros de un país con los de otro, en servicio de los capitalistas de su propio país. Se opusieron a la defensa de la patria (sostenida por los llamados "defensistas") por ser esta, en su concepto, una mentira que pretendía ocultar la lucha de clases existente entre los países en conflicto. Su llamado fue a "rechazar la guerra imperialista y convertirla en guerra civil revolucionaria".  Los mencheviques se dividieron entonces porque la mayoría de sus dirigentes se hicieron defensistas, mientras Mártov encabezó un grupo internacionalista, que participó junto con los bolcheviques y Trotski en la Conferencia de Zimmerwald, que, sin embargo, siguió organizativamente separado de los bolcheviques y políticamente enfrentado por divergencias similares a las sostenidas desde 1903.
Tras el triunfo de la Revolución de febrero de 1917, los bolcheviques se opusieron al Gobierno provisional ruso de Aleksándr Kérenski, participaron del Sóviet de Petrogrado, así como en los demás sóviets obreros y campesinos de las grandes ciudades. Trotski ingresó en el partido bolchevique. A partir de septiembre de 1917 los bolcheviques ganaron la mayoría en los soviets. Estos serían la organización base de la nueva sociedad socialista, dándose el caso de dos gobiernos simultáneos, el dirigido por Kérenski apoyado por las fuerzas políticas (mencheviques, liberales y social-revolucionarios) y el bolchevique apoyado por los sóviets obreros y campesinos.
Los bolcheviques fueron partícipes de la fallida revuelta en julio de 1917 y en octubre del antiguo calendario ortodoxo ruso  (realizada en noviembre del calendario occidental) del mismo año dirigieron la Revolución de Octubre que los llevó al poder de manera oficial.
El 25 de noviembre se llevaron a cabo las elecciones para definir a los miembros de la Asamblea Constituyente Rusa con el fin de dotar al régimen de una constitución que consagrase los principios socialistas. En estas elecciones, los bolcheviques obtuvieron el 24 % de los votos y 170 de los 707 escaños. La Asamblea, compuesta en su gran mayoría por opositores al gobierno bolchevique, no reconoció al gobierno como autoridad suprema y se negó a someterse a las decisiones de los sóviets. En la noche de ese día, Lenin invalidó los resultados de la elección y disolvió la asamblea, quedando de esta manera, todo el poder en manos de los bolcheviques. Ya en el gobierno, concretamente en marzo de 1918, la facción bolchevique tomó el nombre de Partido Comunista de Rusia (bolchevique) y luego el de Partido Comunista de la Unión Soviética (bolchevique). No se suprimió la palabra «bolchevique» del nombre oficial del partido hasta 1952, año en que pasó a denominarse Partido Comunista de la Unión Soviética.